# Золотогрудая иридосорния
Золотогрудая иридосорния (лат. Iridosornis reinhardti) — вид птиц из семейства танагровых. Видовое латинское название дано в честь датского зоолога Йоханнеса Теодора Райнхартта (1816—1882).

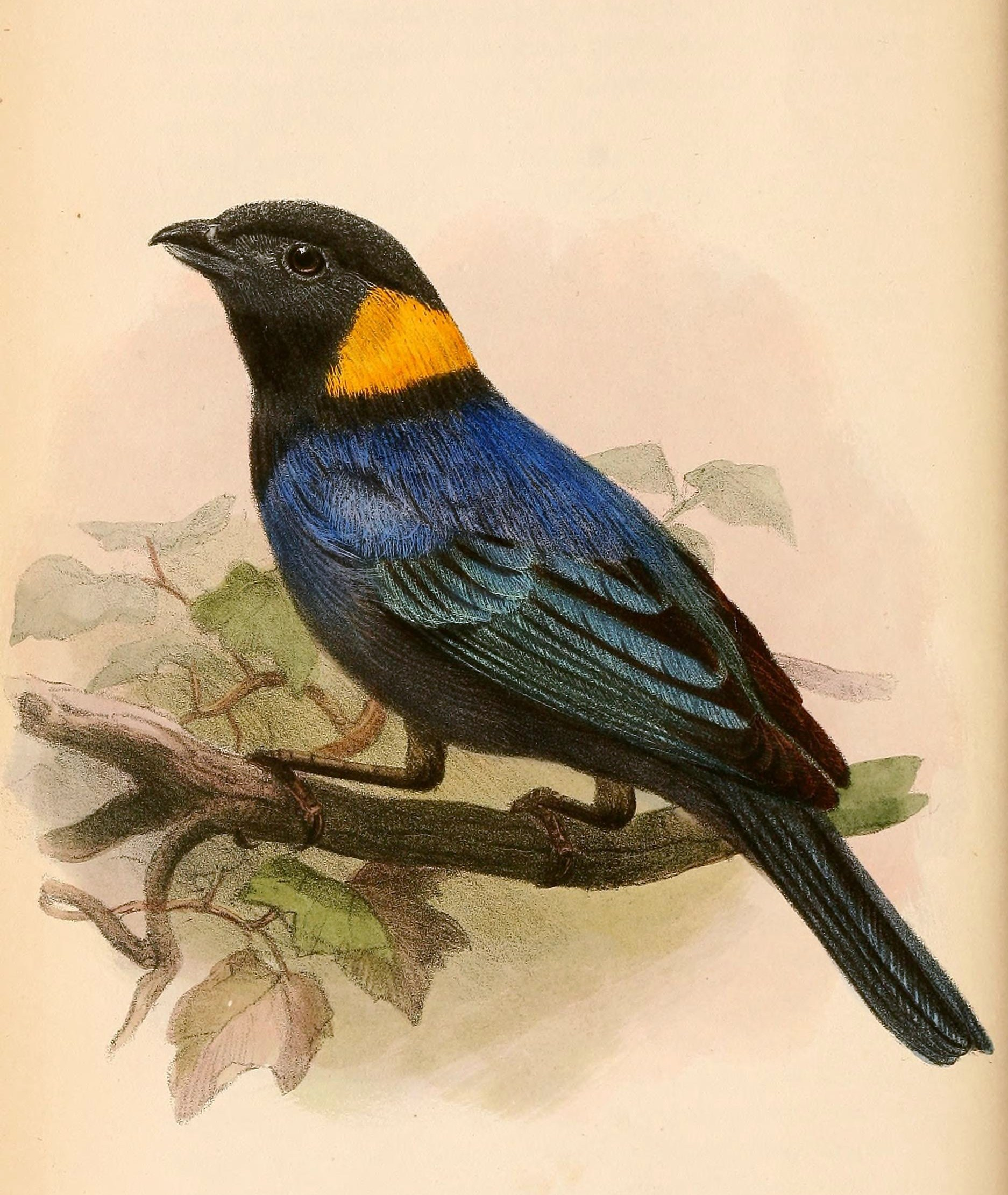

## Распространение
Обитают в андийских лесах на территории Перу. Встречаются также упоминания об обитании на территории Эквадора. Живут во влажных горных лесах и на опушках.

## Описание
Длина тела 14 см, вес 19,5—28 г. Окрас птицы тёмный, через голову проходит жёлтая полоса, при этом остальная часть головы, шея и горло чёрные. Клюв короткий и толстый.

### Вокализация
Издают острые звуки «тцит», а также «ци-зи» и «тип».

## Биология
Питаются в основном ягодами и мелкими фруктами, иногда также насекомыми.

## Охранный статус
МСОП присвоил виду охранный статус LC.